# Meldes
Els meldes (en llatí Meldi, en grec antic Μέλδαι) eren un poble de la Gàl·lia Cèltica o Lugdunense, que tenia per capital Iatinum.
En parla Claudi Ptolemeu. Eren veïns els parisis i de la regió del Marne (Matrona), però el text de Ptolemeu és molt confós, i Estrabó, que també en parla, no és gaire més clar, i diu que a banda i banda del Sequana hi viuen els parisis, que tenen una illa i una ciutat, Lutècia, i després hi ha els meldes i els esuvis al llarg de l'oceà. Sembla que només els esuvis eren vora el mar, però potser també vol dir que hi habitaven els meldes. Plini el Vell també els situa prop dels parisis. Juli Cèsar també en va parlar i diu que l'any 54 aC quan va anar a Portus Itius a iniciar la seva segona expedició a Britànnia, va trobar allí tots els vaixells que s'havien construït durant l'hivern excepte els que s'havien fet al país dels meldes que no havien pogut arribar per tenir els vents en contra, i sembla indicar que se situaven al nord-est, a la regió de Bruges a la moderna Maldeghem.
En francès el terme llatí Meldi ha donat el nom a la ciutat de Meaux així com el gentilici dels seus habitants, els Meldois.